# Piero Natalino Mularoni
Piero oder Pier Natalino Mularoni (* 31. März 1948; † 17. Dezember 2011 in Borgo Maggiore) war ein san-marinesischer Politiker.
Piero Natalino Mularoni war Mitglied des Partito Democratico Cristiano Sammarinese (PDCS) und zeitweilig Präsident des Parteirats (Presidente del Consiglio Centrale). Er wurde viermal auf der Liste des PDCS ins san-marinesische Parlament, den Consiglio Grande e Generale gewählt, dem er von 1978 bis 1998 angehörte. Bei der Parlamentswahl 1998 kandidierte er erneut für den PDCS, verfehlte jedoch den Einzug ins Parlament.
Von 1978 bis 1986 wurde San Marino von einer linken Koalition von Partito Comunista Sammarinese (PCS), Partito Socialista Unitario (PSU) und Partito Socialista Sammarinese (PSS) regiert, der PDCS war größte Oppositionspartei. 1986 zerbrach die Koalition und ein Bündnis von PCS und PDCS stellte die neue Regierung bis zum Ende der Legislaturperiode 1988. Mularoni wurde Arbeitsminister (Deputato per il Lavoro e la Cooperazione). Nach der Parlamentswahl 1988 setzen Christdemokraten und Kommunisten ihre Koalition fort, Mularoni blieb Arbeitsminister. Nach zwei Jahren kam es 1990 zu einer Kabinettsumbildung und Mularoni wurde Minister für Territorium, Umwelt und Landwirtschaft (Deputato per il Territorio, l’Ambiente, l’Agricultura e i Rapporti con l’A.A.S.P.). Mularoni blieb im Amt, als der PCS 1992 aus der Regierung ausschieden und durch den PSS ersetzt wurde, gab jedoch die Zuständigkeit für die Beziehungen zur AASP ab. Nach den Wahlen 1993 wurde die Koalition von PDCS und PSS fortgesetzt, Mularoni gehörte der neuen Regierung nicht mehr an.
Für die Amtszeit vom 1. Oktober 1995 bis 1. April 1996 wurde Mularoni zusammen mit Marino Venturini zum Capitano Reggente (Staatsoberhaupt) gewählt.
Nach dem Ausscheiden aus dem Parlament war Mularoni von 1999 bis 2004 Vorsitzender der Banca di San Marino. Er starb am 17. Dezember 2011 im Hospital in Borgo Maggiore und hinterließ seine Frau und drei Kinder.